# Le Marillais
Le Marillais ([lə maʁiˈjɛ] ) ist eine Ortschaft und ehemalige französische Gemeinde mit 1077 Einwohnern (Stand: 1. Januar 2022) im Département Maine-et-Loire in der Region Pays de la Loire. Sie gehörte zum Arrondissement Cholet. Die Einwohner werden Marillaisiens und Marillaisiennes genannt.
Der Erlass des Präfekten vom 5. Oktober 2015 legte mit Wirkung zum 15. Dezember 2015 die Eingliederung von Le Marillais als Commune déléguée zusammen mit den früheren Gemeinden La Pommeraye, Beausse, Botz-en-Mauges, Bourgneuf-en-Mauges, La Chapelle-Saint-Florent, Le Mesnil-en-Vallée, Montjean-sur-Loire, Saint-Florent-le-Vieil, Saint-Laurent-de-la-Plaine sowie Saint-Laurent-du-Mottay zur Commune nouvelle Mauges-sur-Loire fest.

## Geografie

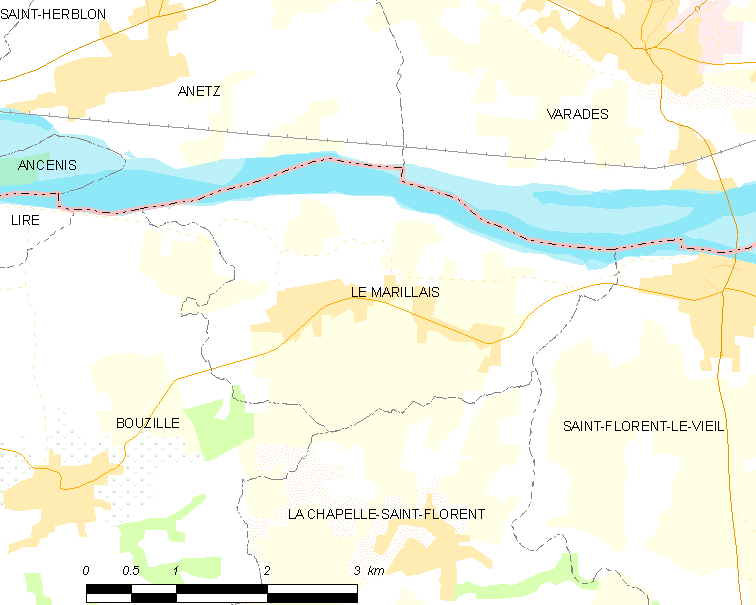
Karte von Le Marillais

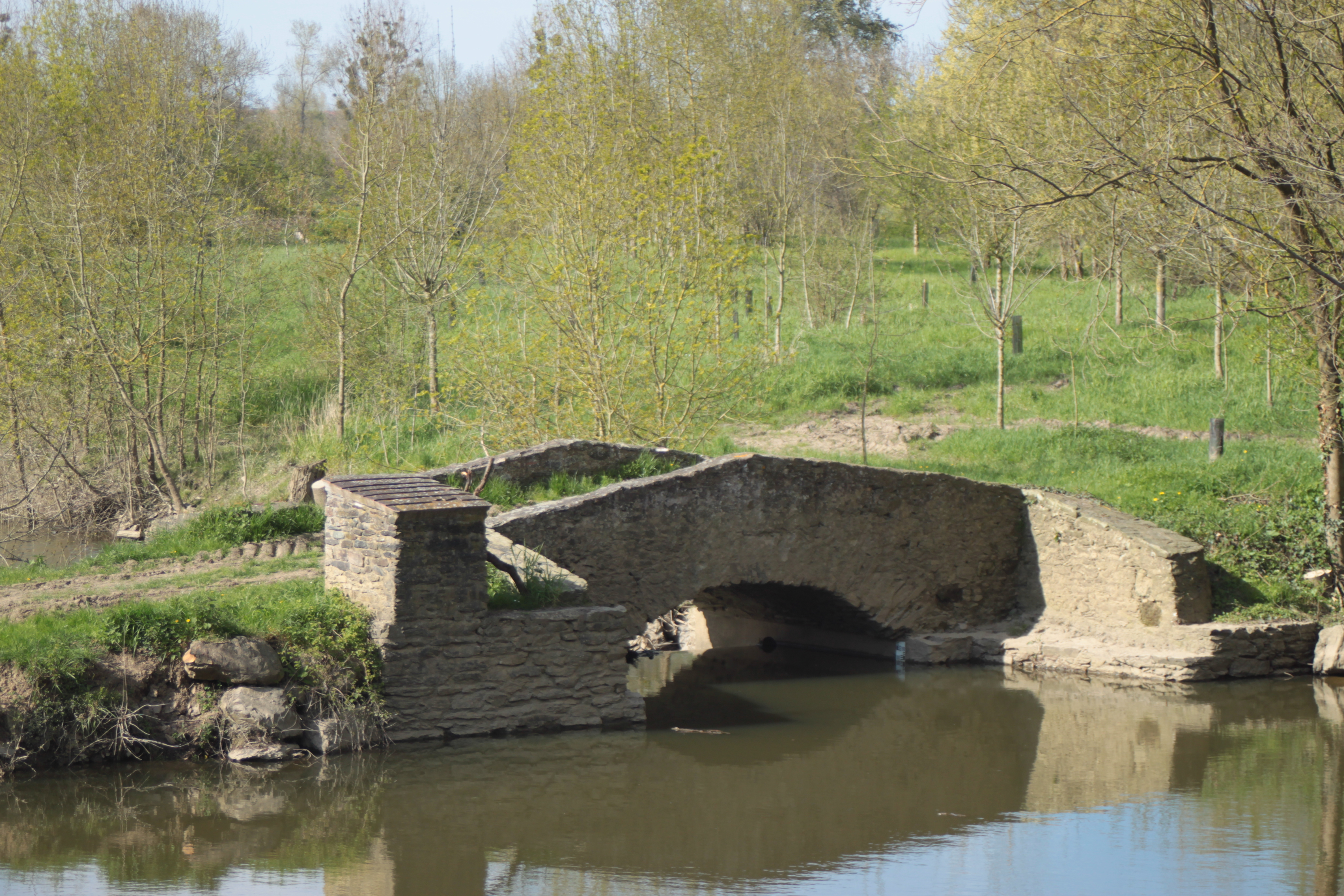
Brücke an der Èvre bei Le Marillais

Le Marillais liegt etwa 42 Kilometer westsüdwestlich von Angers, etwa 36 Kilometer nordnordwestlich von Cholet und etwa 39 Kilometer nordöstlich von Nantes an der Grenze zum benachbarten Département Loire-Atlantique. Der Ort befindet sich in der Région naturelle der Mauges, Teil der historischen Provinz des Anjou.
Das Ortsgebiet liegt an der Loire und an der Èvre, die es im Osten begrenzt und hier in die Loire mündet. Es wird außerdem entwässert vom Ruisseau de la Haie d’Alot, der es im Westen begrenzt, vom zeitweise trockenfallenden Ruisseau de Vinouzé sowie von kleineren Fließgewässern. Das Bodenrelief ist relativ flach, von einer Höhe im Norden von 7 m an der Loire nach Süden hin leicht ansteigend mit einer maximalen Erhebung von 36 m Höhe. Das Ortszentrum liegt etwa 1200 Meter vom Ufer entfernt auf etwa 25 m Höhe.
Umgeben wird Le Marillais von drei Nachbargemeinden und zwei Communes déléguées von Mauges-sur-Loire:
| Vair-sur-Loire (Loire-Atlantique) |                                              | Loireauxence (Loire-Atlantique)           |
| Orée d’Anjou                      | Kompassrose, die auf Nachbargemeinden zeigt  | Saint-Florent-le-Vieil (Mauges-sur-Loire) |
|                                   | La Chapelle-Saint-Florent (Mauges-sur-Loire) |                                           |

## Geschichte
Frühere Formen des Ortsnamens waren: Mariolus populus, ecclesia beate Marie ad Mariolum, ecclesia sancte Marie que Marielensis vulgo dicitur (12. Jahrhundert), Ecclesia sancte Marie de Marieleis cum capellis sancti Johannis et sancti Nicolai (1186), La ville du Marillais (1380).
Das ehemalige Dorf, genannt Les Gourbillionnières, lag weiter östlich auf der Uferseite von Saint-Florent-le-Vieil der Èvre und nahm den Namen Saint-Jean du Marillais an. Die Pfarrgemeinde unterstand der Abtei Saint-Florent. Die aus der Karolingerzeit stammende Gründung wurde von Normannen und Bretonen verwüstet. Ob der Ursprung der Wallfahrt auf den heiligen Maurilius von Angers zurückgeht, ist nicht gesichert. Eine Bulle von Papst Urban III. aus dem Jahre 1186 bestätigte die Existenz der Wallfahrtskirche Notre-Dame, die das alte Dorfzentrum überragte, aber eben auf dem Gebiet von Saint-Florent lag. Im 13. Jahrhundert wurde die Wallfahrtskapelle neu gebaut, die von der Kirche Notre-Dame in der Folge ersetzt wurde. Eine Bruderschaft unter der Bezeichnung La Bienheurese Vierge, Mère de Dieu mit zeitweise über 2000 Mitgliedern richteten sich in der Kapelle ein. Die Pfarrgemeinde war Lehen der Abtei Saint-Florent, die auch über die Gerichtsbarkeit verfügte. Am Ende des 18. Jahrhunderts gehörte die Pfarrgemeinde zum Bistum Angers, zur Bailliage, Subdelegation und Élection von Angers sowie zum Einzugsgebiet der Gabelle von Saint-Florent-le-Vieil.
Während des Aufstands der Vendée, dem Kampf der royalistisch-katholisch gesinnten Landbevölkerung gegen Repräsentanten und Truppen der Ersten Französischen Republik kam es im Dezember 1793 und im April 1794 zu Erschießungen und Ertränken von zahlreichen Opfern durch republikanische Truppen.

## Bevölkerungsentwicklung
| Le Marillais: Einwohnerzahlen von 1800 bis 2020                                                                            | Le Marillais: Einwohnerzahlen von 1800 bis 2020 | Le Marillais: Einwohnerzahlen von 1800 bis 2020 | Le Marillais: Einwohnerzahlen von 1800 bis 2020 | Le Marillais: Einwohnerzahlen von 1800 bis 2020 |
| --- | ----------------------------------------------- | ----------------------------------------------- | ----------------------------------------------- | ----------------------------------------------- |
| Jahr |                                                 |                                                 |                                                 | Einwohner                                       |
| 1800 | 1800                                            |                                                 | 658                                             | 658                                             |
| 1806 | 1806                                            |                                                 | 693                                             | 693                                             |
| 1821 | 1821                                            |                                                 | 1.046                                           | 1.046                                           |
| 1831 | 1831                                            |                                                 | 700                                             | 700                                             |
| 1836 | 1836                                            |                                                 | 694                                             | 694                                             |
| 1841 | 1841                                            |                                                 | 669                                             | 669                                             |
| 1846 | 1846                                            |                                                 | 651                                             | 651                                             |
| 1851 | 1851                                            |                                                 | 691                                             | 691                                             |
| 1856 | 1856                                            |                                                 | 724                                             | 724                                             |
| 1861 | 1861                                            |                                                 | 745                                             | 745                                             |
| 1866 | 1866                                            |                                                 | 720                                             | 720                                             |
| 1872 | 1872                                            |                                                 | 790                                             | 790                                             |
| 1876 | 1876                                            |                                                 | 778                                             | 778                                             |
| 1881 | 1881                                            |                                                 | 747                                             | 747                                             |
| 1886 | 1886                                            |                                                 | 735                                             | 735                                             |
| 1891 | 1891                                            |                                                 | 723                                             | 723                                             |
| 1896 | 1896                                            |                                                 | 692                                             | 692                                             |
| 1901 | 1901                                            |                                                 | 676                                             | 676                                             |
| 1906 | 1906                                            |                                                 | 626                                             | 626                                             |
| 1911 | 1911                                            |                                                 | 625                                             | 625                                             |
| 1921 | 1921                                            |                                                 | 577                                             | 577                                             |
| 1926 | 1926                                            |                                                 | 543                                             | 543                                             |
| 1931 | 1931                                            |                                                 | 518                                             | 518                                             |
| 1936 | 1936                                            |                                                 | 510                                             | 510                                             |
| 1946 | 1946                                            |                                                 | 545                                             | 545                                             |
| 1954 | 1954                                            |                                                 | 558                                             | 558                                             |
| 1962 | 1962                                            |                                                 | 573                                             | 573                                             |
| 1968 | 1968                                            |                                                 | 607                                             | 607                                             |
| 1975 | 1975                                            |                                                 | 601                                             | 601                                             |
| 1982 | 1982                                            |                                                 | 704                                             | 704                                             |
| 1990 | 1990                                            |                                                 | 651                                             | 651                                             |
| 1999 | 1999                                            |                                                 | 674                                             | 674                                             |
| 2006 | 2006                                            |                                                 | 876                                             | 876                                             |
| 2013 | 2013                                            |                                                 | 1.130                                           | 1.130                                           |
| 2020 | 2020                                            |                                                 | 1.117                                           | 1.117                                           |
| Quelle(n): EHESS/Cassini bis 1999, INSEE ab 2006 Anmerkung(en): Ab 1962 offizielle Zahlen ohne Einwohner mit Zweitwohnsitz |                                                 |                                                 |                                                 |                                                 |

## Sehenswürdigkeiten
- Kirche Notre-Dame zwischen 1875 und 1913 errichtet
- Kirche Saint-Jean-Baptiste aus dem 19. Jahrhundert
- Kapelle Notre-Dame-de-la-Salette

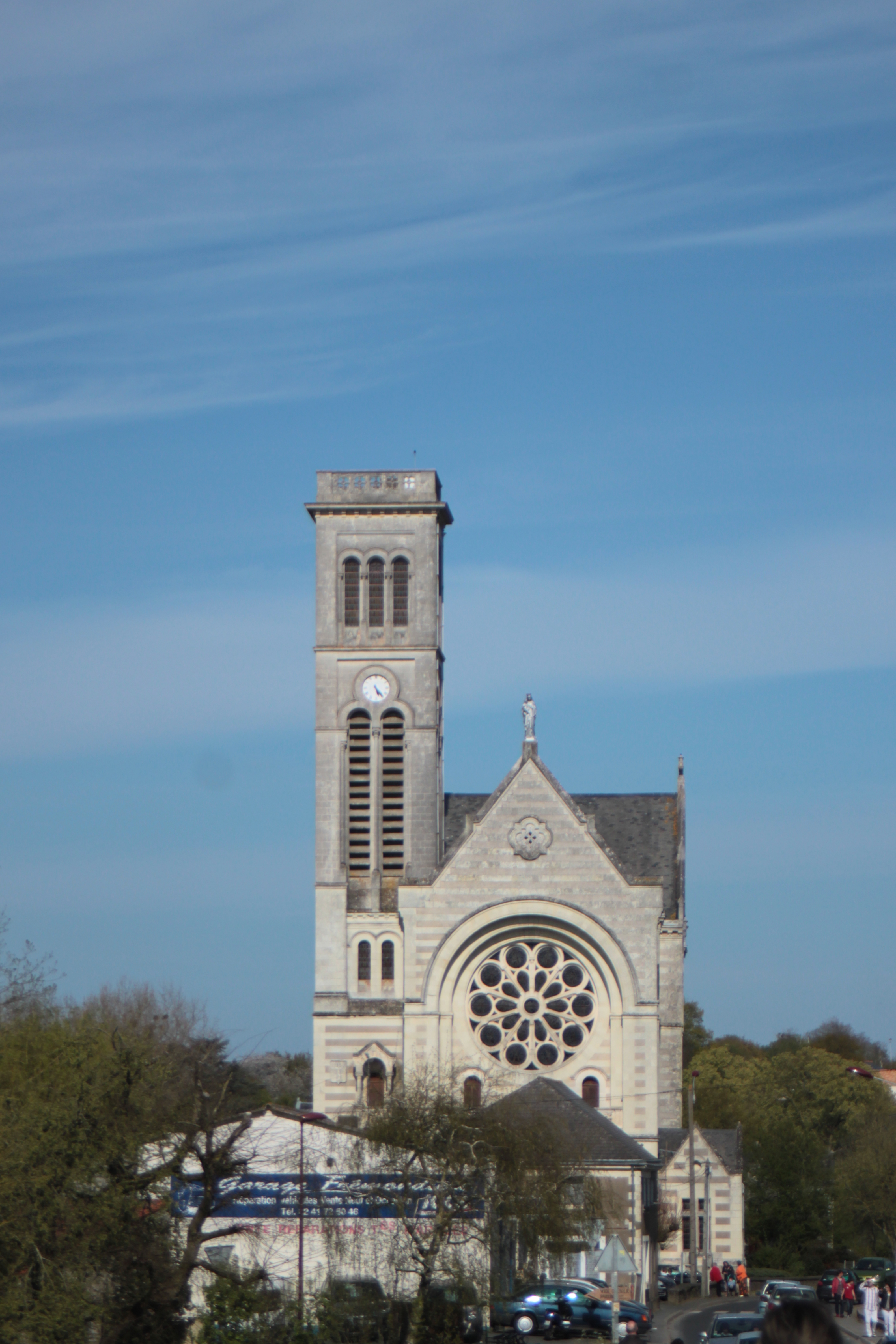
Kirche Notre-Dame
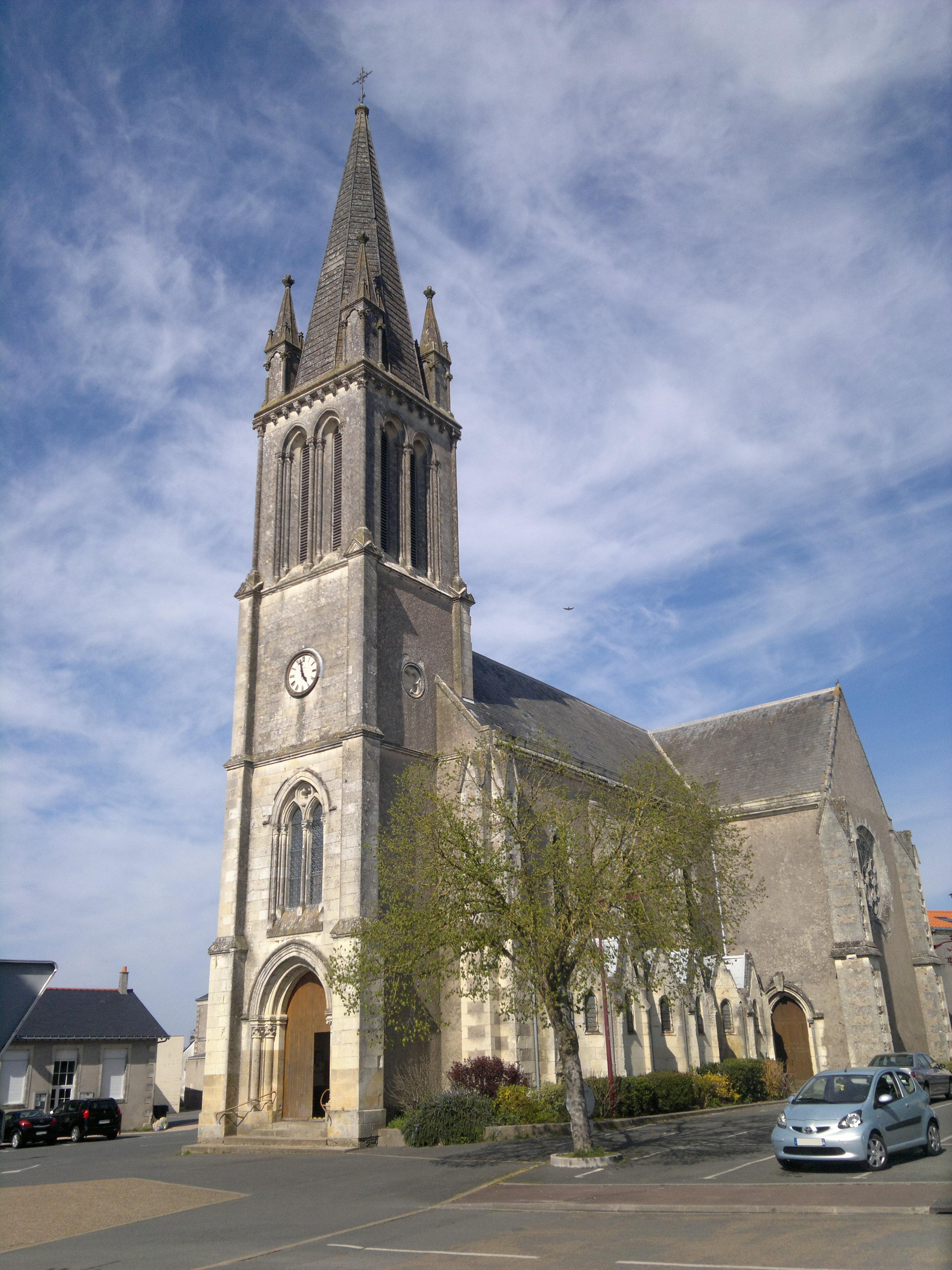
Kirche Saint-Jean-Baptiste
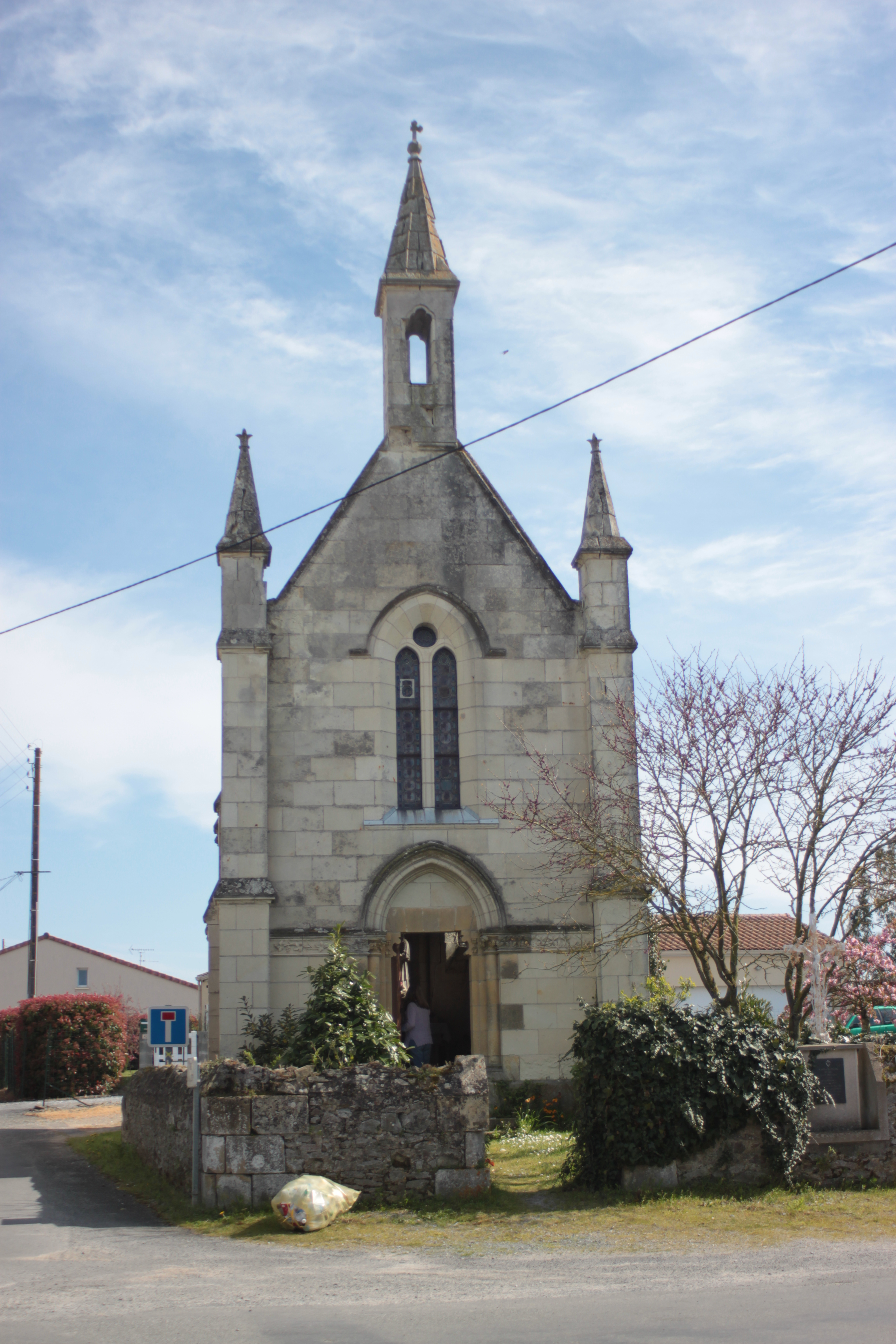
Kapelle Notre-Dame-de-la-Salette